# Wedge Tomb von Ryefield East

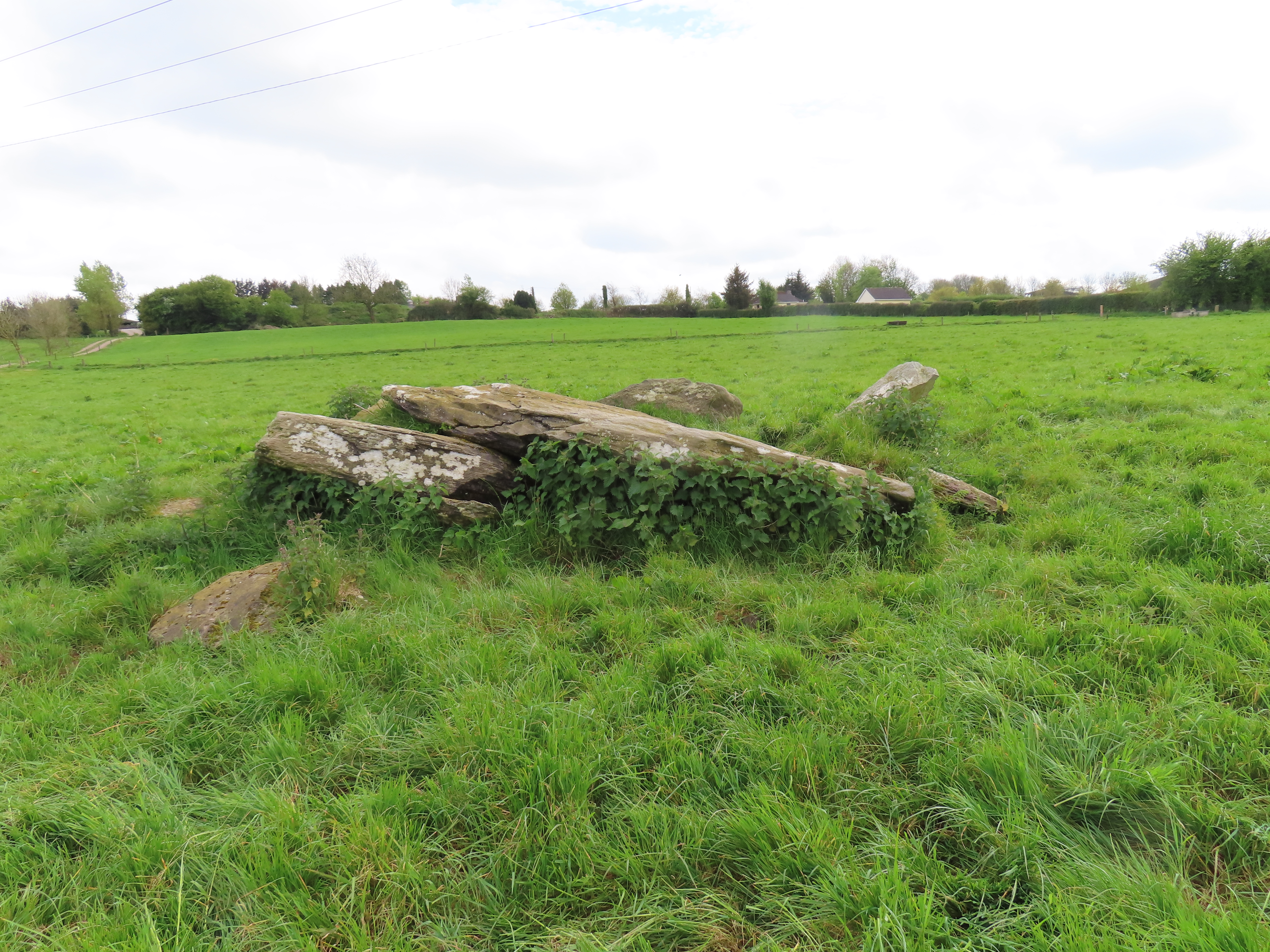
Wedge Tomb von Ryefield East

Das Wedge Tomb von Ryefield East liegt im gleichnamigen Townland (irisch Gort an tSeagail Thoir) zwischen den beiden Orten Carrignavar und Whitechurch im County Cork in Irland.
Wedge Tombs (deutsch „Keilgräber“), früher auch „wedge-shaped gallery grave“ genannt, sind ganglose, mehrheitlich ungegliederte Megalithbauten der späten Jungsteinzeit und der frühen Bronzezeit.
Das Tomb ist unter dem Gewicht des großen Decksteins (es können auch zwei gewesen sein) zusammengebrochen und hat die Seitenwände in die Galerie gedrückt, so dass nicht erkennbar ist, aus wie viel Kammern es bestand. Der Deckstein ist über 3 m lang und circa 2 m breit. Lediglich zum Eingang hin ist die Anlage offen.